# Acropsilus zhuae
Acropsilus zhuae är en tvåvingeart som beskrevs av Wang, Yang och Patrick Grootaert 2007. Acropsilus zhuae ingår i släktet Acropsilus och familjen styltflugor. Inga underarter finns listade i Catalogue of Life.